# Dariusz Chojnacki
Dariusz Chojnacki (ur. 14 września 1981 w Zabrzu-Kończycach) – polski aktor filmowy i teatralny.
Absolwent Wydziału Aktorskiego Państwowej Wyższej Szkoły Teatralnej w Krakowie – Filia We Wrocławiu (2005). Aktor Teatru Śląskiego w Katowicach (od 2009).

## Wybrana filmografia[1]
- 2007: Aleja gówniarzy, jako Jarek
- 2008: Drzazgi, jako Józek
- 2009: Balladyna, jako śledczy
- 2010: Chrzest, jako policjant
- 2012: Obława, jako jeniec
- 2014: Pani z przedszkola, jako Antoni Mróz
- 2018: Fuga, jako Jarek
- 2019: Ikar. Legenda Mietka Kosza, jako Zenek Kosz
- 2020: 25 lat niewinności, jako Remigiusz Korejwo
- 2021: Żeby nie było śladów, jako mecenas Maciej Bednarkiewicz

## Nagrody i wyróżnienia[1]
- 2014: Śląska Złota Maska za rolę Bohatera w spektaklu Piąta strona świata oraz za rolę Randle McMurpy'ego w spektakli Lot nad kukułczym gniazdem
- 2014: Nagroda Aktorska za rolę Bohatera w spektaklu Piąta strona świata na 54. Kaliskich Spotkaniach Teatralnych
- 2014: wyróżnienie aktorskie za rolę Bohatera w spektaklu Piąta strona świata na Festiwalu Teatru Polskiego Radia i Teatru Telewizji Polskiej „Dwa Teatry”
- 2017: Złoty Szczeniak na Festiwalu Aktorstwa Filmowego im. Tadeusza Szymkowa we Wrocławiu za drugoplanową męską kreację aktorską w filmie Szczęście świata
- 2020: Śląska Złota Maska za rolę Wilqa w spektaklu Wilq Superbohater